# Angelo Rossi (1915-1987)
Angelo Rossi, detto Trueba (Grosseto, 30 settembre 1915 – Grosseto, 22 marzo 1987) è stato un partigiano e attivista italiano.

## Biografia
Nato il 30 settembre 1915 a Grosseto da Cesare e Giuseppa Censini, rimase presto orfano e venne adottato dal badilante Giovanni Lepri. Nel 1934 aderì, a soli diciotto anni, al Partito comunista, a cui si era avvicinato grazie ad Aristeo Banchi. Nel 1936 Rossi frequentò Rino Capperucci e partecipò alle riunioni che gli antifascisti organizzano nelle capanne del viale Pisani per pianificare le partenze clandestine per la Spagna; riguardo a questo punto, nel settembre del 1936, sembrarono esserci dei contatti, grazie ad un terrazziere antifascista grossetano emigrato in Francia, fra Angelo Rossi e il Centro estero del PCI a Parigi.
Nella primavera del 1937 Rossi lavorava a San Lorenzo nella tenuta della famiglia Porciatti, insieme a Vittorio Alunno e Luigi Amadei. I tre, insieme a Pietro Aureli e Italo Piagnoni, misero a punto i preparativi per l'espatrio e verso la fine di agosto, con una piccola imbarcazione a remi acquistata con le sottoscrizioni degli antifascisti maremmani, partirono dalla spiaggia delle Marze verso la Corsica per arruolarsi nelle Brigate Internazionali in difesa della Spagna. Arrivati a Macinaggio furono però arrestati e di qui trasferiti a Bastia, dove, interrogati dalle autorità francesi, dichiararono di essere fuggiti dall'Italia per motivi politici. Nonostante il rifiuto dalla proposta di arruolarsi nella Legione straniera, ottennero un foglio di soggiorno e trovarono lavoro come tagliaboschi vicino ad Ajaccio. In seguito ai contatti stabilitisi col Centro estero del PCI attraverso un comunista corso, Rossi fu convocato a Parigi, dove incontrò diversi dirigenti comunisti e venne avviato clandestinamente in Spagna, insieme ad altri volontari australiani, inglesi, francesi, italiani e tedeschi. Attraversati i Pirenei a piedi, Rossi giunse a Figueras, dove ritrovò Amadei, Aureli e Alunno (a Giagnoni era stata negata la possibilità di arruolarsi a causa dell'età e delle cattive condizioni di salute). Arruolatosi nel settembre 1937 nella 3ª Compagnia del 4º Battaglione della Brigata Garibaldi, Rossi partecipò alla battaglia di Campillo in Estremadura nel febbraio del 1938 (dove cade Vittorio Alunno), combatté in Aragona e nel Levante e, in settembre, venne ferito gravemente sulla Sierra Cabals. In ottobre ricevette l'ordine di lasciare il fronte e fu portato nel campo di smobilitazione di Torelló, dove rimase fino al gennaio del 1939, quando, in seguito alla caduta di Barcellona, entrò in Francia e fu rinchiuso nel campo di Saint-Cyprien e poi, nel 1940, a Gurs.
Successivamente Rossi venne assegnato alle compagnie di lavoro e trasferito a nord per fortificare la frontiera franco-belga. Dopo la caduta della Francia e una breve permanenza alla Santé, sarà tradotto nuovamente nel sud nel campo di sorveglianza speciale del Vernet, con Siro Rosi e Orlando Storai. Trueba, insieme ad altri internati, chiese alla Commissione di armistizio con la Francia di tornare in patria e venne accompagnato alla frontiera di Mentone il 19 settembre 1941. Rientrato in Italia, il 9 ottobre 1941 fu interrogato a Grosseto e fu quindi condannato ad un confino di cinque anni a Ventotene, come combattente antifranchista. Colpito da una grave malattia agli occhi, Rossi chiese inutilmente di essere curato, fino a quando, nel gennaio 1943, in seguito all'aggravarsi dei disturbi, sarà trasferito presso l'ospedale di Sezze. Liberato il 23 agosto 1943, tornò a Grosseto, dove entrò nel Comitato militare nominato dal Comitato di liberazione nazionale provinciale e partecipa alla lotta di liberazione nella provincia.
Dopo la fine della guerra, Rossi fu segretario della Federazione giovanile comunista provinciale e responsabile dell'organizzazione della Federterra, con cui negli anni cinquanta organizzò le lotte contadine per l'occupazione delle terre del padule. In seguito Rossi prese parte alle proteste contro la Montecatini e fu più volte denunciato e arrestato. Negli anni successivi continuò l'attività politica come vice-presidente della Lega provinciale delle cooperative e come consigliere e assessore alla Sanità nell'amministrazione provinciale di Grosseto. Partecipò inoltre alle attività del Comitato provinciale dell'ANPI fino alla morte, avvenuta a Grosseto il 22 marzo 1987.